# Gustavia petiolata
Gustavia petiolata é uma espécie de lenhosa da família Lecythidaceae.
Apenas pode ser encontrada na Colômbia.